# KARI 100톤급 로켓엔진
KRE 100t급 로켓엔진은 한국항공우주연구원(KARI)이 개발중인 추력 100t급 다단연소사이클 액체로켓 엔진이다.

## 개요
2022년 2월 8일, 과학기술정보통신부는 100t급 추력을 갖춘 대형 우주발사체(대형 정지궤도 발사체) 엔진의 설계와 제작기술을 선행 개발한다고 밝혔다. 해당 사업에 들어가는 비용은 올해 45억원, 내년 75억원으로 총 120억원이 한국항공우주연구원(KARI)에 지원될 예정이다. 과기부 관계자는 "이번에 개발할 100t급 액체로켓 엔진은 재점화 기술, 추력조절 기술을 포함하며 향후 재사용 발사체를 운용하기 위한 핵심기술을 미리 확보하고자 진행하는 것"이라고 밝혔다.
100t급 재사용 액체로켓 엔진은 과기정통부가 2030년 이후 우리나라가 우주분야 개발을 선도할 목적으로 지난 2020년부터 진행해 온 '스페이스챌린지' 사업의 일부이다.

## 같이 보기
- KARI 100톤급 재사용 액체로켓 엔진
- 백두 80톤급 로켓엔진